# هاترت
هاترت (به آلمانی: Hattert) یک شهر در آلمان است که در وستروالدکرایس واقع شده‌است.